# Speedcoding
Speedcoding ou Speedcode foi a primeira linguagens de programação de alto nível criada para um computador IBM. A linguagem foi desenvolvida por John Backus em 1953 para o IBM 701 para dar suporte a programação em números de ponto flutuante.
A ideia surgiu da dificuldade de programação da máquina IBM SSEC, quando Backus foi contratado para calcular posições astronômicas no início dos anos 1950. O sistema Speedcoding era um interpretador  e focava na facilidade de uso em detrimento dos recursos do sistema. Ela fornecia pseudo-instruções para funções matemáticas comuns: logaritmos, exponenciação e operações trigonométricas. O software residente analisava as pseudo-instruções, uma a uma e chamava a subrotina apropriada. A Speedcoding também foi a primeira implementação de operações decimais de entrada/saída. Embora tenha reduzido substancialmente o esforço de escrita de muitas tarefas (jobs), o tempo de execução de um programa que era escrito com a ajuda de Speedcoding era geralmente 10-20 vezes maior do que se fosse feito em código de máquina. O interpretador ocupava 310 palavras de memória, cerca de 30% da memória disponível em um IBM 701.